# Feliks Stolle

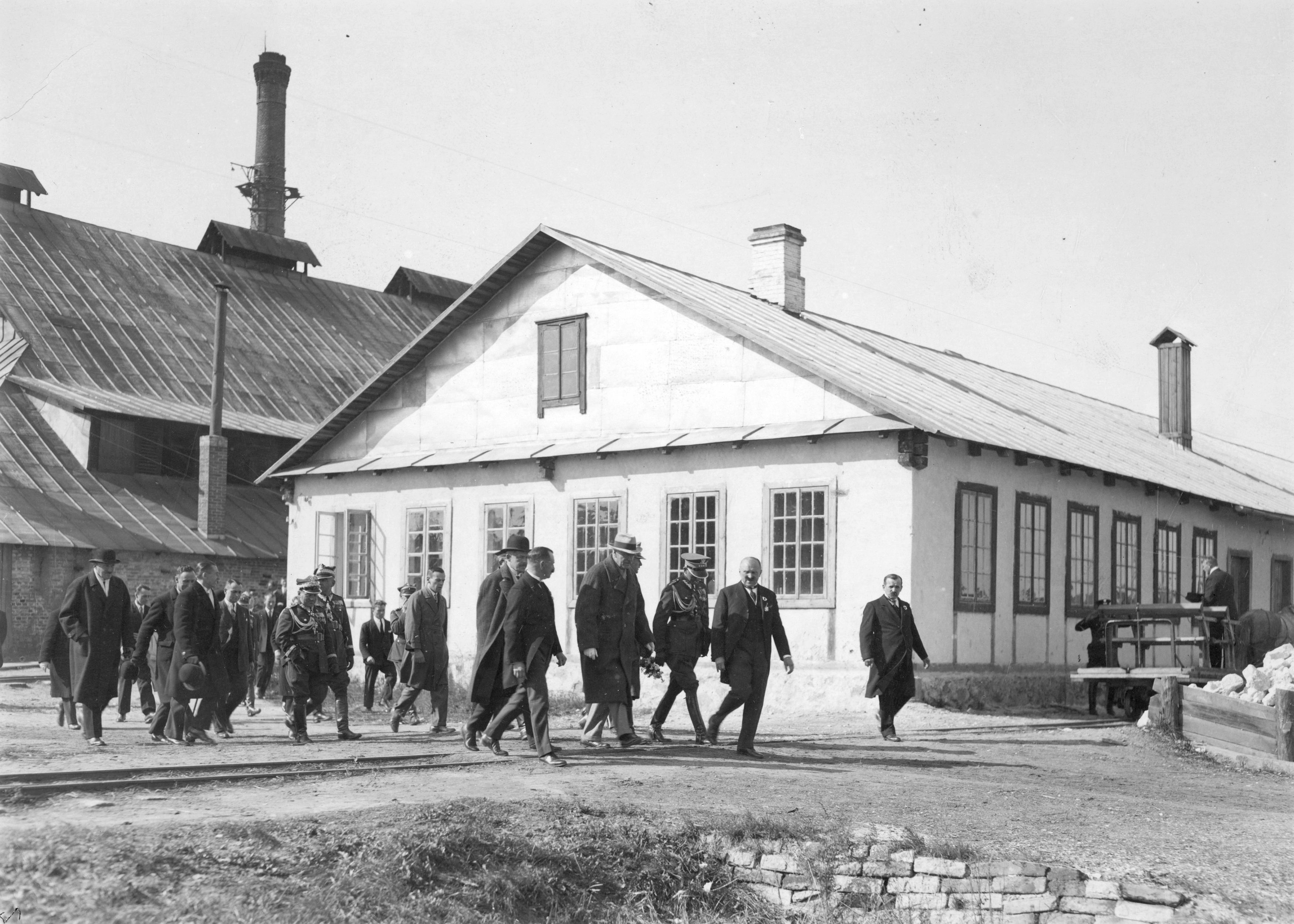
Wizyta prezydenta RP Ignacego Mościckiego w Hutach Szklanych J. Stolle Niemen S.A. Obok prezydenta bracia Stolle

Feliks Czesław Stolle (ur. 27 lipca 1888 w Dziatkowie, zm. po 28 września 1939) – polski przemysłowiec, porucznik kawalerii Wojska Polskiego, kawaler Orderu Virtuti Militari.

## Życiorys
Urodził się 27 lipca 1888 we wsi Dziatkowo (Dziadkowo), w ówczesnej guberni orłowskiej, w rodzinie Juliusza i Józefy z Libichów. Ojciec Feliksa prowadził malarnię w tamtejszej hucie szkła S.A. Malcowa, a w 1891 w powiecie lidzkim założył firmę Huty Szklane J. Stolle Niemen S.A. Feliks miał dwóch braci: Bronisława i Edwarda (ur. 2 września 1890).
Feliks w latach 1898–1906 uczęszczał do szkoły realnej w Wilnie, gdzie przez trzy lata działał w Stowarzyszeniach Samokształcenia i Bratniej Pomocy Młodzieży Polskiej. Następnie wyjechał do Cöthen w Niemeczech, gdzie studiował szklarstwo na tamtejszej Politechnice (niem. Friedrichs-Polytechnikum). Ze względów rodzinnych, po ukończeniu czterech semestrów, przerwał studia i wrócił do domu. Od 25 grudnia 1909 do 31 maja 1911 w Irkucku odbył obowiązkową służbę wojskową w armii rosyjskiej na prawach wolontariusza (ros. Вольноопределяющийся). Po zakończeniu służby pomagał ojcu w prowadzeniu przedsiębiorstwa.
1 sierpnia 1914 jako chorąży został zmobilizowany i przydzielony do 127 Tyłowego Punktu Ewakuacyjnego . Później wykazany jako podporucznik Głównego Zarządu Sanitarnego na Froncie Północno-Zachodnim . 25 marca 1916 został wysłany do 20 Pułku Strzelców na froncie. Od 15 sierpnia 1917 pełnił służbę w 2 Pułku Strzelców Polskich. Po demobilizacji I Korpusu Polskiego w Rosji (21 maja 1918) wrócił do domu.
6 sierpnia 1920 wstąpił jako ochotnik do Wojska Polskiego. Został przydzielony do 2. szwadronu 201 Pułku Szwoleżerów na stanowisko dowódcy plutonu i w jego szeregach walczył na wojnie z bolszewikami. Wyróżnił się męstwem i brawurą w czasie zagonu na Korosteń. 10 października w drodze powrotnej z Korostenia nad Słucz ze swym plutonem pierwszy przekroczył bagnistą rzekę Biłkę pod silnym ogniem wroga i zdobył chutor Suszki, czym przyczynił się do ułatwienia 9 Brygadzie Jazdy przeprawy przez rzekę, co z kolei przesądziło o wygranej w bitwie pod Białką. Później, tego samego dnia, na czele plutonu szarżował na wieś Białka, nie zważając na wielokrotnie większe siły nieprzyjaciela i silny ogień karabinów maszynowych czym przyczynił się do wypędzenia i rozbicia wroga. Za opisane wyżej czyny dowódca 2. szwadronu rotmistrz Julian Dreszer sporządził wniosek o odznaczenie podporucznika Stolle Orderem Virtuti Militari. 31 stycznia 1921 został zwolniony z czynnej służby wojskowej . 8 stycznia 1924 został zatwierdzony w stopniu porucznika ze starszeństwem z 1 czerwca 1919 i 883. lokatą w korpusie oficerów rezerwy piechoty. Posiadał wówczas przydział w rezerwie do 77 Pułku Piechoty w Lidzie. Później, w tym samym stopniu i starszeństwie, został przeniesiony do korpusu oficerów rezerwy kawalerii i przydzielony w rezerwie do 4 Pułku Ułanów Zaniemeńskich w Wilnie. W 1934, jako oficer rezerwy kawalerii pozostawał w ewidencji Powiatowej Komendy Uzupełnień Lida. Posiadał przydział do Oficerskiej Kadry Okręgowej Nr III. Był wówczas „reklamowany na 12 miesięcy”.
Po zwolnieniu z wojska wrócił do pracy w rodzinnej spółce na stanowisku dyrektora technicznego. Obowiązki zawodowe łączył ze społeczną funkcją prezesa Ochotniczej Straży Pożarnej w Hutach „Niemen”. 28 września 1939 w Brzozówce został zatrzymany i osadzony w więzieniu w Lidzie, a później przeniesiony do więzienia w Baranowiczach. Maciej Wyrwa umieścił biogram Feliksa Stolle wśród innych osób, które były przetrzymywane do wiosny 1940 w więzieniach na terenie północno-wschodnich województw Polski, anektowanych po 17 września przez ZSRS, m.in. w Brześciu, Pińsku, Baranowiczach, Wilnie i których dalszy los nie jest ustalony. Osoby te mogły zostać przewiezione do więzienia w Mińsku i zamordowane na mocy decyzji z 5 marca 1940.
Feliks Stolle w 1913 ożenił się ze Stanisławą (1891–1979), córką Wilhelma Krajewskiego, z którą miał pięcioro dzieci: Prymę Feliksę (ur. 29 czerwca 1914) po mężu Szwykowską, Stanisława Józefa (ur. 16 lutego 1916), Leszka Piotra (ur. 31 stycznia 1927) i dwoje innych.

## Ordery i odznaczenia
- Krzyż Srebrny Orderu Wojskowego Virtuti Militari nr 1779[33][34][35]
- Krzyż Walecznych trzykrotnie[14][36] (po raz pierwszy za czyny w byłym I Korpusie Polskim[37])
- Amarantowa wstążka[27]
- Złoty Krzyż Zasługi – 11 listopada 1934 „za zasługi na polu pracy społecznej”[38]
- Order Świętej Anny 3 stopnia – 19 kwietnia 1916[16]
- Order Świętego Stanisława 3 stopnia – 10 kwietnia 1915[16]

25 czerwca 1938 na posiedzeniu Komitetu Krzyża i Medalu Niepodległości odrzucono wniosek o nadanie mu tego odznaczenia.